# Firas al-Khatib

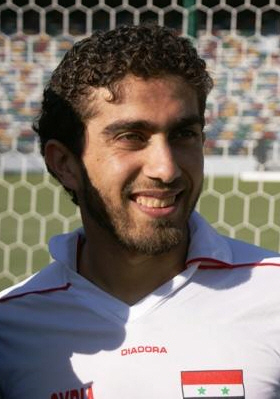
Firas al-Khatib (2010)

Firas al-Khatib (arabisch فراس الخطيب, DMG Firās al-Ḫaṭīb, * 9. Juni 1983 in Homs) ist ein syrischer Fußballspieler. Er ist momentan bei Al Qadsia in der kuwaitischen Premier League unter Vertrag.

## Karriere
Firas al-Khatib genießt wegen seiner vielen Tore in der arabischen Welt und vor allem in seinem Heimatland Syrien und den Golfstaaten hohes Ansehen.

### Verein
Al-Khatib begann seine Profi-Karriere in der syrischen Premier League mit Al-Karama in der Saison 2000/2001. Am 6. Oktober 2000 im Alter von 17 Jahren schoss er sein erstes Tor in der syrischen Premier League im Spiel gegen Al-Futowa, welches 1:1 endete. Im August 2002 wechselte er in die kuwaitische Premier League zu Al Nasr.
In der folgenden Saison 2003 verpflichtete ihn der kuwaitische Spitzenklub Al-Arabi. Dort hatte er mit Abstand seine erfolgreichste Zeit und schoss innerhalb 6 Spielzeiten 133 Tore.
In der Saison 2005 wurde er von dem katarischen Verein Al-Ahli für ein halbes Jahr ausgeliehen.
Am 24. August 2009 unterzeichnete er einen Vertrag beim kuwaitischen Verein Al-Qadsia. In den ersten fünf Spielen der Saison für seinen Verein traf er fünfmal.

### Nationalmannschaft
Al-Khatib ist seit 2001 Mitglied und aktueller Kapitän der syrischen Nationalmannschaft. Sein erstes Tor schoss er in der FIFA-Weltmeisterschafts-Qualifikation 2002 im Alter von 17 Jahren gegen Laos.

## Erfolge
- Drittbester Spieler Asiens 2009 bei der Wahl zu Asiens Fußballer des Jahres
- Top Scorer Kuwait Premier League 2004/2005
- Top Scorer Kuwait Emir Cup 2004/2005
- Top Scorer Kuwait Crown Prince Cup 2003/2004
- Top Scorer Kuwait Federation Cup 2008/2009

Mit seinen Vereinsmannschaften gewann er:
- Kuwait Emir Cup: 2004/2005, 2005/2006, 2007/2008
- Kuwait Crown Prince Cup: 2006/2007
- Kuwait Super Cup: 2007/2008
- Kuwait Premier League Sieger: 2009/2010